# Iglesia de Santa Maria de Loreto (Roma)
La iglesia de Santa Maria de Loreto (del italiano: Chiesa di Santa Maria di Loreto) es una iglesia de Roma localizada junto a la columna de Trajano, patrocinada por el Piadoso Sodalicio de los Panaderos (Pio Sodalizio dei Fornai), situado hoy en el edificio adyacente.

## Descripción
En 1500 la Congregazione dei Fornari había obtenido del papa Alejandro VI una pequeña capilla que fue demolida para construir la actual iglesia. La obra, diseñada por Antonio da Sangallo el Joven, se inició en 1507. La iglesia está construida en ladrillo y travertino y es notable por la gran belleza de proporciones y el efecto noble que produce de manera muy sencilla. El orden inferior es de planta cuadrada, la parte superior es octogonal y el conjunto está coronado por una elegante cúpula y una alta linterna —llamada la «jaula de los grillos» (Gabbia dei grilli)—, erigidas más tarde (1582) por Giacomo Del Duca, discípulo de Miguel Ángel. Sobre el ojo del tambor correspondiente a la entrada principal se muestra la fecha MDXCIII (1596), presumiblemente para indicar la terminación de la obra.
En el siglo XIX la iglesia fue restaurada por Luca Carimini, añadiéndose la rectoría, obra de Giuseppe Sacconi el arquitecto del Vittoriano (1867-1873)..
En la fachada hay una Madonna de la escuela de Andrea Sansovino mientras que los ángeles que están en las puertas laterales son obra de Jacopo del Duca. El interior es de forma elíptica con cinco altares. Un mosaico de Santa Caterina della Rota, realizado por Rossetti en 1554, adorna el nicho lateral. A los lados del altar central, dos obras del manierismo italiano del siglo XVII, la Presentazione al Tempio de Filippo Micheli y el Sacro Cuore di Gesù del Finelli, proporcionan un telón de fondo del icono de Nuestra Señora de Loreto, icono venerado desde el siglo XVI, que se tradujo en la erección de la iglesia dedicada a él y luego incoronata por el Papa Pío VII en 1660: la imagen está enmarcada por las nubes y rayos de mármol típicos del barroco. Una bóveda de cañón decorada con cassettoni cubre el altar, y un tragaluz ilumina la escena litúrgica.
En el interior de la iglesia se conserva la escultura de Santa Susana, una de las principales obras de Francois Duquesnoy, llamado Il Fiammingo, que lleva a cabo alrededor de 1640 .

## Galería de imágenes

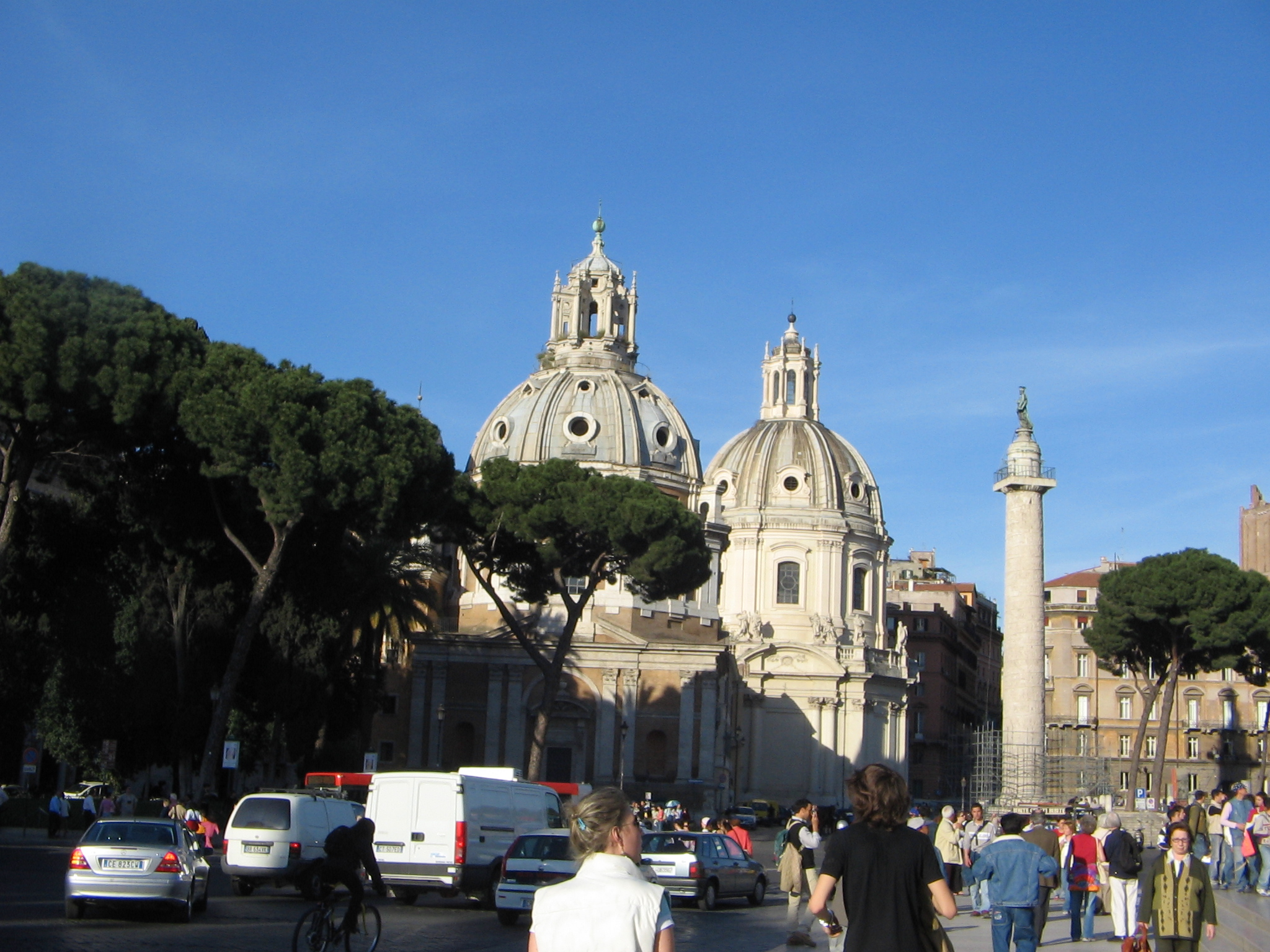
Santa Maria de Loreto, en primer plano, y la SS. Nome di Maria
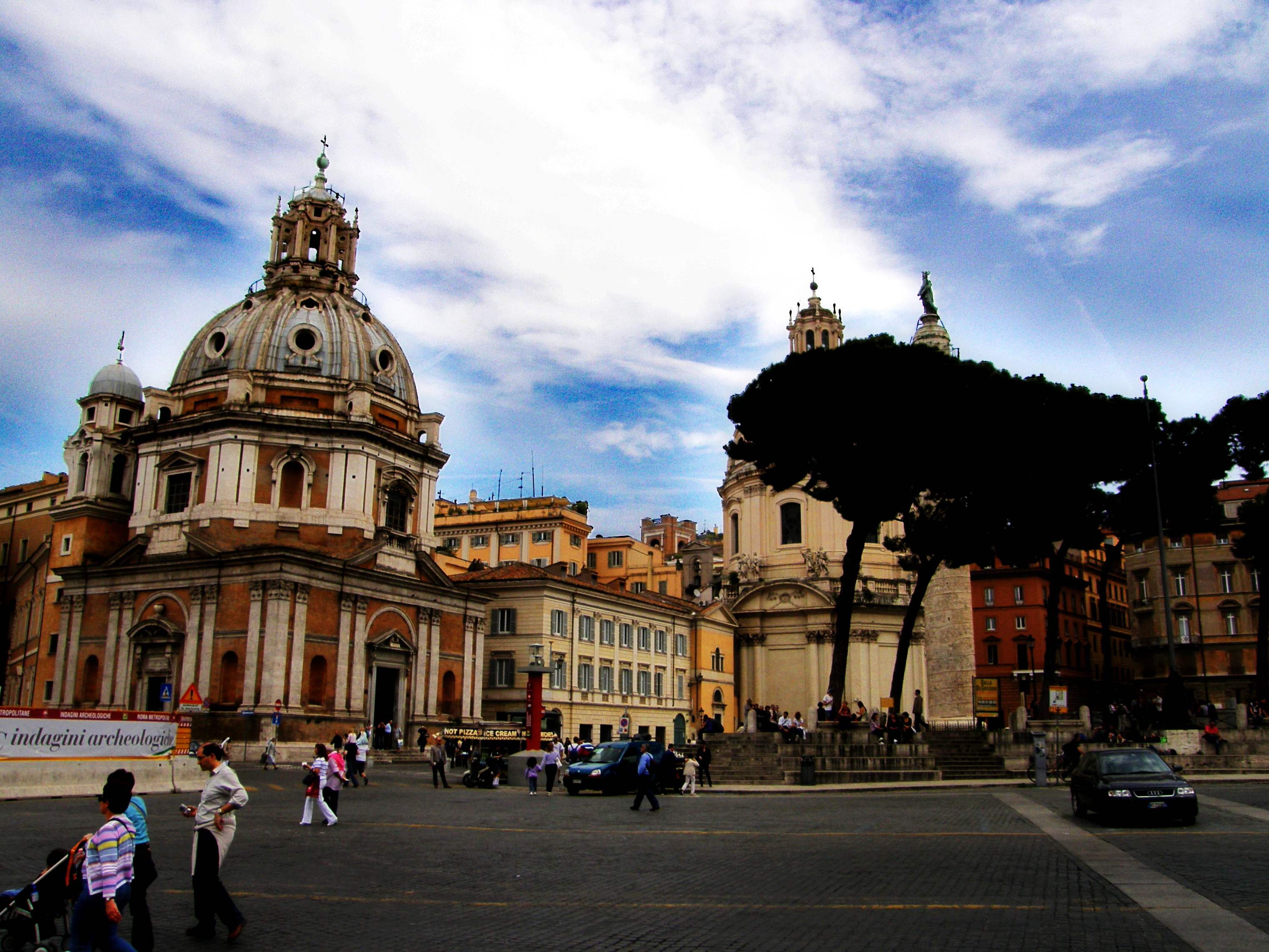
Santa Maria de Loreto (izquierda) y Santísimo Nombre de María en el Foro de Trajano  (a la derecha al fondo)
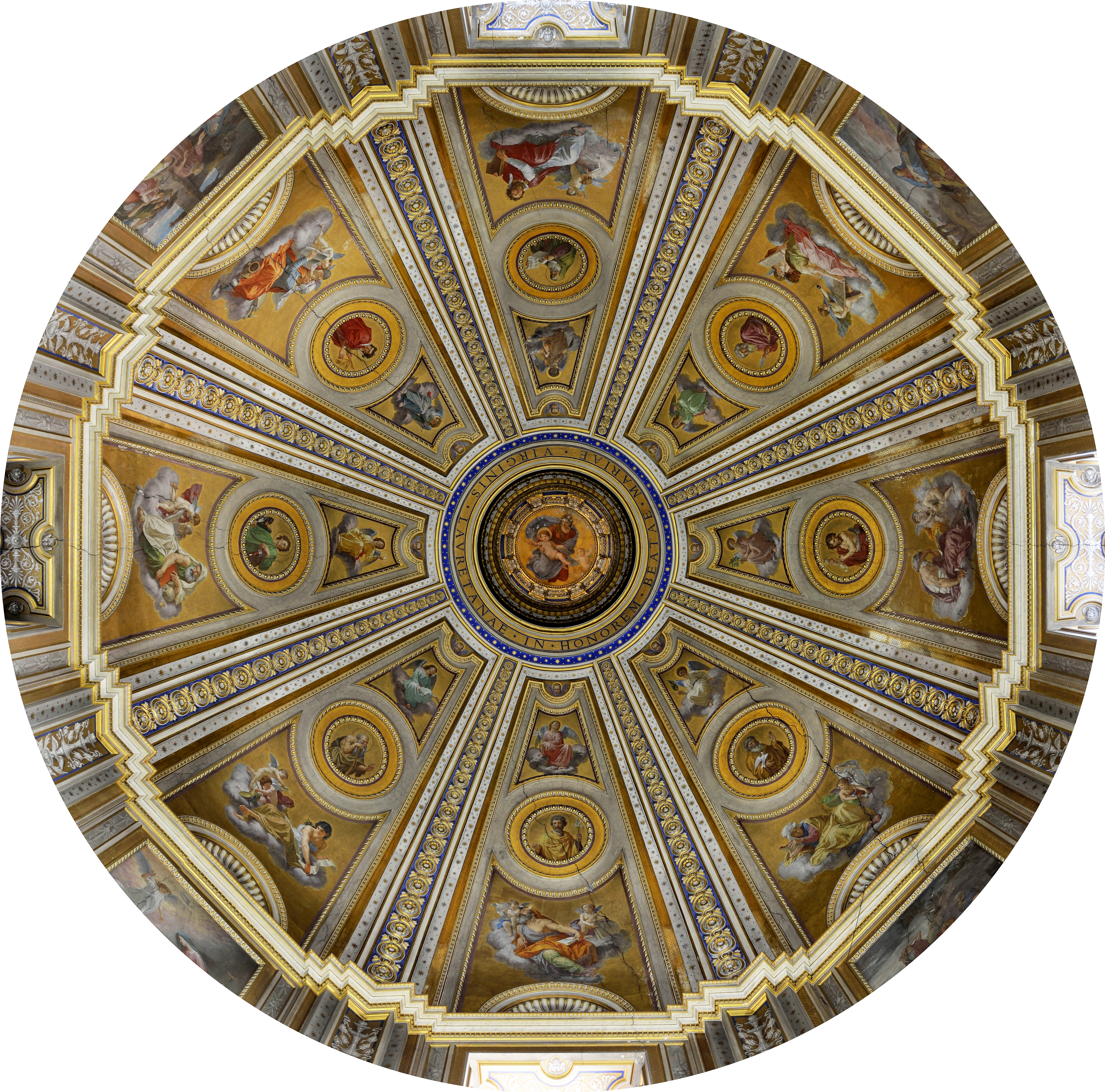
Cúpula de Santa Maria de Loreto